# Dialetto ticinese
Il dialetto ticinese è l'insieme dei dialetti, appartenenti ai rami occidentale ed alpino della lingua lombarda, parlati nella parte settentrionale del Canton Ticino (Sopraceneri); i dialetti della regione possono variare generalmente da valle a valle, spesso anche tra singole località, pur conservando la reciproca intelligibilità che è propria del continuum linguistico lombardo.
Per koinè ticinese, o dialetto della ferrovia, si intende invece la lingua franca usata dai parlanti di dialetti locali (in particolare quelli divergenti dalla stessa koinè, come ad esempio il leventinese) nella comunicazione con parlanti di altri dialetti lombardi occidentali del Ticino, dei Grigioni (collettivamente noti come Svizzera italiana) o della Lombardia italiana.

## Diffusione
(Bernardino Biondelli, Saggio sui dialetti gallo-italici, 1853, pag.4)
Bernardino Biondelli, nel suo «Saggio sui dialetti gallo-italici» del 1853, descrive il dialetto ticinese come il dialetto «parlato nella parte settentrionale del Cantone Svizzero d'egual nome, al norte del Monte Cènere, in parecchie varietà, tra le quali distinguonsi sopra tutto le favelle delle valli Maggia, Verzasca, Leventina, Blenio ed Onsernone». In questo senso escludeva i dialetti parlati nel Sottoceneri, associati invece al dialetto comasco.
L'appartenenza linguistica dei dialetti del Canton Ticino meridionale all'area comasca è stata analizzata in seguito anche dal linguista ticinese Franco Lurà nel suo «Il dialetto del Mendrisiotto» del 1987, in cui riporta una pronuncia dialettale che «è considerata il tratto fonetico più importante del Mendrisiotto da Keller, che lo ritiene la caratteristica che più chiaramente certifica l'appartenenza, dal punto di vista dialettale, di questa regione al ceppo comasco-milanese». Il Mendrisiotto rappresenta infatti l'estrema punta meridionale del Canton Ticino e l'immediata periferia settentrionale della città di Como.
Fabio Pusterla, nel suo «Il dialetto della Valle Intelvi» del 1981 e nel successivo «Cultura e linguaggio della Valle Intelvi» del 1983, parla di «koinè comasca» e «koinè comasco-luganese» con riferimento alle varietà della lingua lombarda parlate tra i laghi di Como e Lugano, includendo nella sua analisi i dialetti compresi tra «la sponda occidentale del Lario e quella nord-occidentale del Ceresio», in particolare nei centri urbani di Como, Mendrisio e Lugano, da cui si discostano parzialmente - ma non in modo sostanziale - le parlate delle valli circostanti.

## Koinè ticinese
Nella Svizzera italiana si è sviluppata nei decenni una koinè, ossia una lingua franca, conosciuta comunemente anche come dialetto della ferrovia e modellata sui dialetti dei principali centri urbani, che rende maggiormente intelligibili tra loro i locutori delle diverse aree del Ticino, da Chiasso ad Airolo, ma anche con il resto della Svizzera italiana (Grigioni italiano) e con i lombardofoni delle aree italiane adiacenti (come Varese e Como, e in generale gli altri dialetti occidentali, incluso il milanese).
Essendosi modellata principalmente sul lessico e sulla fonologia dei centri abitati di pianura, la koinè tende a concordare soprattutto con i dialetti del Ticino meridionale, di tipo occidentale comasco, piuttosto che con i dialetti alpini del gruppo ticinese in senso stretto; la sua diffusione ha peraltro contribuito a rendere più uniforme il dialetto parlato nel Cantone e nell'attiguo Moesano, smussando i tratti alpini più conservativi e diffondendo anche a nord del Ceneri caratteristiche più tipicamente lombardo-occidentali.
Il Centro di Dialettologia ed Etnografia di Bellinzona sta sviluppando un vocabolario tascabile basato su tale koinè semplificata.

## Status
Il dialetto ticinese è parlato, oltre all'italiano, anche dai giovani e nelle amministrazioni pubbliche e non è infrequente trovarlo anche in alcuni programmi radiotelevisivi (perlopiù nelle commedie teatrali; difficilmente nei programmi d'informazione). Nelle città ticinesi si sta vivendo tuttavia un declino del dialetto. A conseguenza di ciò sono nate parecchie fondazioni e associazioni per la salvaguardia di esso nella Svizzera italiana.

## Scrittori
Alcuni scrittori del Ticino hanno composto opere e poesie nel dialetto tipico del cantone, altri, invece, hanno rappresentato scene di vita con testimonianze dialettali nei discorsi diretti.
Ecco una semplice lista:
- Giovanni Bianconi (1891–1981)
- Alina Borioli (1887–1965)
- Ugo Canonica (1918–2003)
- Giovanni Orelli (1928–2016)
- Gabriele Alberto Quadri (1950-vivente)

## Cantautori
Anche diversi autori, cantautori e gruppi ticinesi hanno composto canzoni e pubblicato dischi contenenti brani in dialetto ticinese, fra i quali:
- Vittorio Castelnuovo (1915 – 2005)
- Scarp da Tennis
- Marco Zappa
- Davide Buzzi
- Vad Vuc
- Paolo Tomamichel

## Esempi di lingua: una novella del Boccaccio

### Dialetto di Locarno (e della Val Verzasca)
Av disaroo donchia chie in di timp dur prim re de Cipru, dopu chie Gotifré de Bügliom l'ha fäcc sova 'r Tera Santa, l'è chiapitoo che r'üna femna polida de Guascogna l'è näcia a trovà 'r Santo Seporcro e, vignend indree, cand r'è büda a Cipro, l'è stäcia urtregiada da certi discrianzä. E lee, sbofferomnazzo, tüta marinconica de 'sta roba e sanz'un zich de cunsuraziom l'ha pansäcc de nà r'a cerchià sgiüstizia dar re; ma intramezz o gh'è stäcc dicc chie la traress via er fadighia, perchié lü l'era un umenazzu poch permaros e chie o s'an lassäva fä aicì lü e o vendichiava né quij de lü stess né quij dei älcc, anzi o 'j sustegneva: e ingora vüm che l'avess um poo de rabia o 's vendichiava e o 's sfughiava col fägn a lü. Sentend 'sta roba quela femna e sanza vess pussibru fä er vendeta, par pudè 'vègh um poo da pas l'ha pansoo de tuchiàl propi in du vivo der suva vita; e näcia piansgind denanz a lü, la gh'ha dicc: "El mè sciur, mì a vegni micia ar tova presenza par 'vègh sgiüstizia dei dispressi ch'i m'ha fäcc, perchiè a m'an speci gnanchia; ma, par 'vègh um poo 'd pas, mostrum tì ar manera de sufrìi cume tì quij chie 't vegn fäcc, e ignora a pudrò imprend ar manera de supurtà cun pazienza 'r mea disgrazia, chie o 'r sa ur Signor, se mì 'r pudess fàl, vuruntera 't daress ar mea, perchiè tì ti seet inscì bom de supurtài".

Ar re, fign ignora purtrom, squasi chie o 's dessedass, scumenzand da r'ingiüria fäcia a 'sta femena, chie l'ha vendichioo, l'è daventoo tremendo perseguitor de tücc chie contra r'unor der sò regnu quaicossa i fasess da quel dì inanz.

### Dialetto di Onsernone
Donca a geva che in di tiemp du prim re de Cipru, dopu la cunquista dla Tera Santa fada da Gotifré Bujon, una sciora de Guascogna l'è nada in pelegrinagg al Santu Sepolcru; e quand, nel turnà indree, l'è rivada a Cipru, a j'ha truväcc di baloss ch'a ghi ha fäcc di dispressi da vilan. Lii, 'sta povra femena, tuta sciagrinada, e nö pudend meghia dàss pas, la j'ha pensov da nà a lamentàss cul re; ma quichiün i ghi ha dicc che l'era fadeghia butada veia, perché quel re l'era tantu rilassov e inscì un linecc che l'era meghia dumà incapazz da punì i tort de leit, ma con viltà vergognosa u 'n sufriva täncc ch'i 'gh feva a lui; tant che chissesseia ch'a ghi ess 'biuu di querel, u 'j sfugava cul fàgh quech dispet o insult. Quela femena, sentend inscì, e perdend vormai la speranza de vendicàss, par truvà un poo de refrigeri al sé dulor la s'è metuda in ment da ponsg i miseri da quel re. La s'è presentada donca piansgend da lui e la ghi ha dicc: "Scior, mei a vign meghia inanz a tei par utignì vendeta du dispressi ch'i m'ha fäcc; ma, par dàm sudisfazion, at pregh da insegnàm cumè ti fee a suportà quij ch'i m'ha dicc ch'i 't fa a tei: par ch'a pussa imparà da tei a tulerà u mié, che sa pudess, u 'l za 'l Signor sa te 'l daress vuluntiera, postu che ti siee un fachegn inscì brav."

U re, che fign alora l'era stov lent e pegrizios, cumè ch'u 's dessedass dal segn, u j'ha cumenzov a vendicà durament da l'ingiuria fada a quela femena, e pee l'è diventov un tremendo persegutor de tut quij che de depos d'alora i fava calcossa contro l'unor dla só curona.